# Cidònia
|  | Per a altres significats, vegeu «Cydonia Mensae». |

Cidònia (en grec antic Κυδωνία, en llatí Cydonia) era una de les més antigues i més importants ciutats de Creta.
Homer parla dels cidonis que habitaven a la vora del riu Iardanos, però en cap moment parla de Cidònia. La tradició deia que la ciutat la va fundar Cidó, un fill d'Hermes i d'Acacalis, una filla de Minos, rei de Creta, però a l'Arcàdia n'atribuïen la paternitat a Tegeates. Heròdot diu que la ciutat era una colònia de Samos fundada cap a l'any 520 aC, i que durant els primers anys que hi van viure van fundar el temple d'Àrtemis Dictina, on se celebraven les festes de les Dictínia, temple que encara existia en vida de l'historiador..
L'any 429 aC, en temps de la guerra del Peloponès la ciutat va ser atacada per les forces d'Atenes després de les acusacions que havia fet Nícies de Gortina tractant la ciutat de favorable a Esparta. Més tard es va aliar amb Cnossos, segons Polibi. Després de la guerra sagrada el general Fàlec de Fòcida va atacar la ciutat però va ser derrotat durant el setge i va morir juntament amb la majoria de les seves tropes, segons Diodor de Sicília. Va lluitar després en solitari contra Cnossos i Gortina, diu Titus Livi. Quan els romans van desembarcar ho van fer prop de Cidònia. Els cretencs estaven dirigits per Lastenes i Panares, i els romans per Quint Cecili Metel. La primera batalla de la conquesta de l'illa es va lliurar en territori de Cidònia, i Metel va triomfar. Cidònia va ser assetjada i ocupada, segons diu Appià.
Estrabó situa Cidònia vora el mar i en direcció a Lacònia, a uns 800 estadis tant de Cnossos com de Gortina. Escílax de Carianda diu que tenia un port que es podia tancar (λιμὴν κλειστός). Actualment, al lloc de la ciutat antiga hi ha la ciutat de Khanià, capital de la prefectura del mateix nom, la segona ciutat en importància de l'illa de Creta.
Es diu que de la ciutat de Kydon, o Kydonia, (la lletra "y" sonava propera a la "u") provenia el fruiter Cydonia oblonga i va donar origen al seu nom català "codonyer" i al fruit "codony".